# Икономическа география
Икономическата география e изследване на локацията, дистрибуцията и пространствената организация на икономическите активности по Земята. Обектът на изследване е силно повлиян от методологическия подход – неокласическите локационни теоретици, следващи традицията на Алфред Вебер, се фокусират върху индустриалната локация и използват количествени методи. От 70-те на 20 век има две широки реакции срещу неокласическите подходи и те съществено променят дисциплината: тази на марксистката политическа икономия, произтичаща от работите на Дейвид Харви и тази на новата икономическа география, която взима под влияние социалните,

## Видове стопанска дейност
В икономическата география е разработена класификация на различните видове стопански дейности, които се групират в 3, а според някои автори в 4 сектора на стопанството:
- Първичен сектор на стопанството – добивен сектор;
- Вторичен сектор на стопанството – преработващ сектор;
- Третичен сектор на стопанството – обслужващ сектор;
- Четвъртичен сектор на стопанството – научен сектор;